# Büchener Tunnel
Der Büchener Tunnel ist ein 105 Meter langer Eisenbahntunnel bei Kilometer 15 der Bahnstrecke Solingen–Remscheid in Remscheid.

## Geschichte
Erst mit dem Bau des Büchener Tunnels sowie der Müngstener Brücke im Jahre 1897 wurde eine direkte Eisenbahnverbindung zwischen Solingen und Remscheid hergestellt.
Ein Unglück am Tunnel ereignete sich 1908 mit zahlreichen Verletzten.
Heute werden regelmäßig Übungen zum Brandschutz am Tunnel durchgeführt.